# バラノフ島

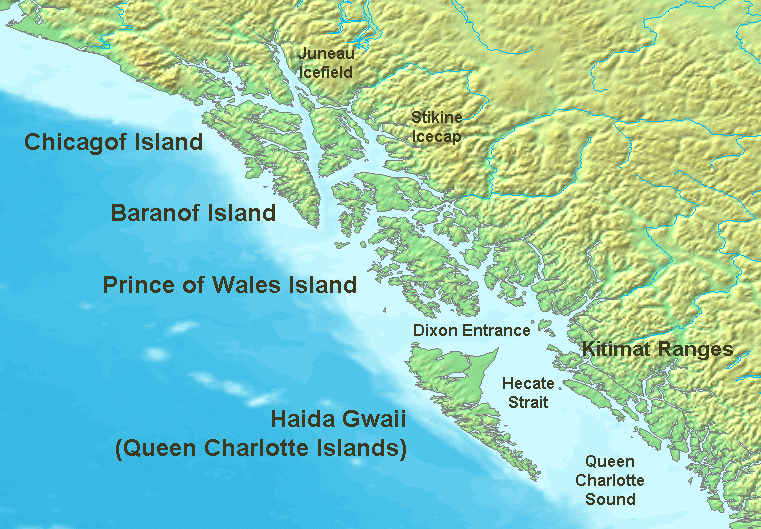
アラスカ南部、カナダ太平洋岸北部の、主な島と海峡

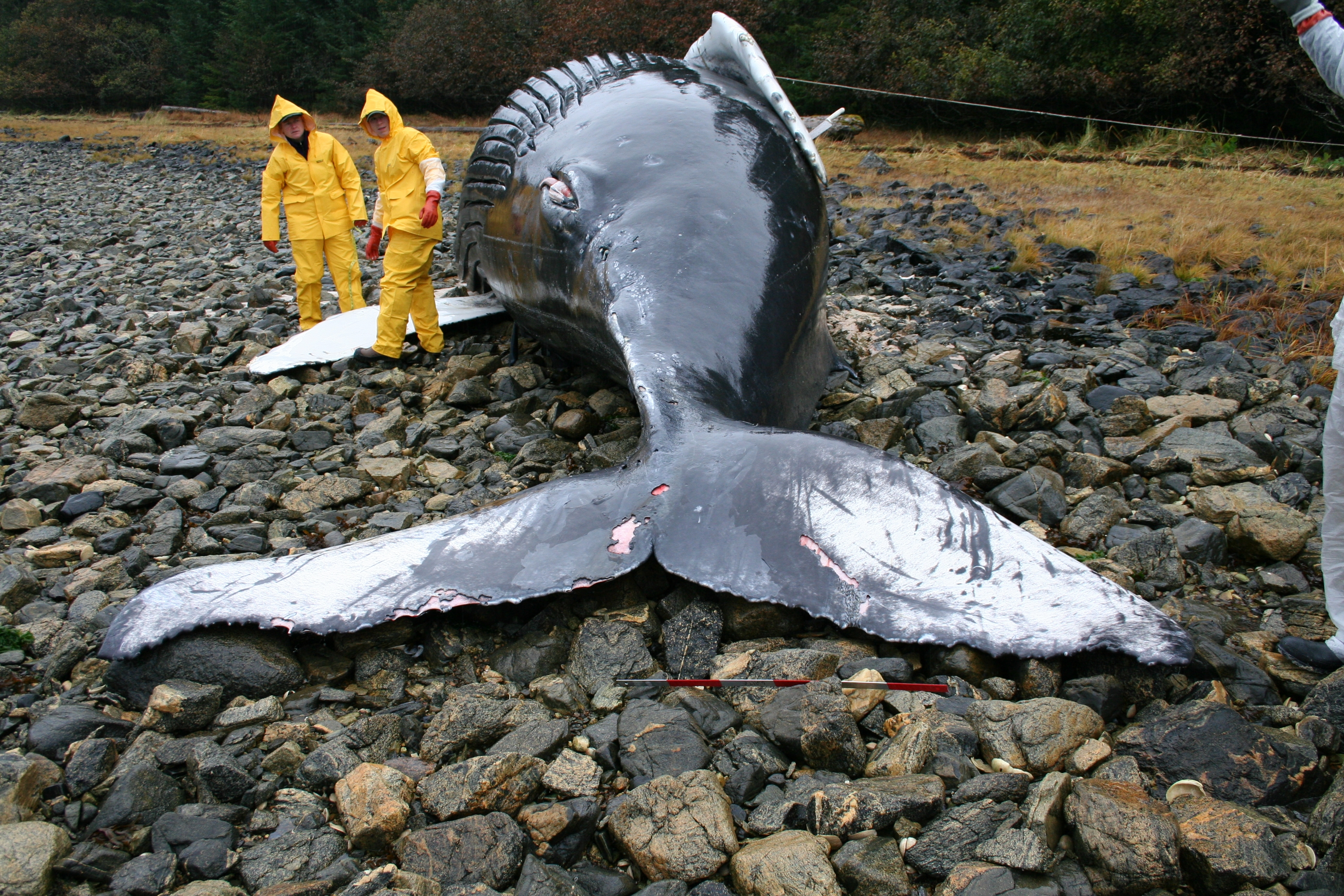
バラノフ島に漂着した子ザトウクジラ。

バラノフ島（バラノフとう、Baranof Island）は、アメリカ合衆国のアラスカ州に属する島。別称、Baranov Island、Sitka Island。州南部にあるアレキサンダー諸島の島のひとつ。長さ160km、幅48km、面積は4,103km2。人口は8,532人（2000年）。主要都市は西海岸のシトカ。島の主要産業は、漁業、食品加工業、観光である。
東のアドミラルティ島、Kuiu島 (w:Kuiu Island) とはチャタム海峡で、北のチチャゴフ島とはペリル海峡で隔てられている。南と西はアラスカ湾に面している。
島にヨーロッパ人として初めて入植したのはロシア・アメリカ会社のアレクサンドル・バラノフで、1799年のことだった。島名やアレキサンダー諸島も彼の名前からきている。その後建設されたシトカが、ロシア領アメリカの首都となり、毛皮貿易の中心地として栄えた。
島は先住民族のトリンギットから、Sheet’-ká X'áat'l と呼ばれていた。